# Lake Herengawe
Der Lake Herengawe ist ein See im South Taranaki District der Region Taranaki auf der Nordinsel von Neuseeland.

## Geographie
Der auf einer Höhe von 48 m liegende Lake Herengawe befindet sich rund 2,6 km südlich der kleinen Ortschaft Waverley und 14 km östlich von Pātea, das direkt an der Küste zur Tasmansee liegt. Die Distanz des Sees zur Tasmansee selbst beträgt rund 4 km. Der Lake Herengawe, der sich über eine Fläche von 13,1 Hektar ausdehnt, besitzt zwei Arme, von denen der Hauptarm sich über eine Länge von rund 1,14 km in Ost-Westsüdwest-Richtung erstreckt und der nach Norden abgehende Arm lediglich eine Länge von 365 m aufweist. Die breiteste Stelle des Sees kommt nicht über eine Distanz von 200 m hinaus und die Uferlänge bemisst sich auf rund 3,2 km.
Rund 2,4 km östlich ist der Lake Waiau zu finden.
Gespeist wird der Lake Herengawe durch seine Zuläufe über die beiden Feuchtgebiete im Osten und im Norden. Entwässert wird der See hingegen über einen kleinen Bach in westnordwestliche Richtung. Der Bach geht nach weniger als 400 m in ein Feuchtgebiet auf, das sich in einem ehemaligen Flusstal gebildet hat.